# Vinalhaven
Vinalhaven és una població dels Estats Units a l'estat de Maine (EUA). Segons el cens del 2000 tenia 1.235 habitants.

## Demografia
Segons el cens del 2000, Vinalhaven tenia 1.235 habitants, 550 habitatges, i 341 famílies. La densitat de població era de 18,8 habitants/km².
Dels 550 habitatges en un 29,3% hi vivien nens de menys de 18 anys, en un 49,6% hi vivien parelles casades, en un 7,5% dones solteres, i en un 38% no eren unitats familiars. En el 32,5% dels habitatges hi vivien persones soles el 15,3% de les quals corresponia a persones de 65 anys o més que vivien soles. El nombre mitjà de persones vivint en cada habitatge era de 2,25 i el nombre mitjà de persones que vivien en cada família era de 2,82.
Per edats la població es repartia de la següent manera: un 23,7% tenia menys de 18 anys, un 6,4% entre 18 i 24, un 27,8% entre 25 i 44, un 23,6% de 45 a 60 i un 18,5% 65 anys o més.
L'edat mediana era de 40 anys. Per cada 100 dones de 18 o més anys hi havia 91,1 homes.
La renda mediana per habitatge era de 34.087 $ i la renda mediana per família de 42.917 $. Els homes tenien una renda mediana de 36.094 $ mentre que les dones 17.750 $. La renda per capita de la població era de 21.287 $. Entorn del 5,7% de les famílies i el 9% de la població estaven per davall del llindar de pobresa.